# Tommaso
Pour les articles homonymes, voir Carmen de Tommaso, David di Tommaso, Niccolò di Tommaso et Tommaso (film, 2019).
Pour les personnes portant ce prénom, voir Spécial:Index/Tommaso.
Pour plus de détails, voir Fiche technique et Distribution.
Tommaso est un film italien réalisé par Kim Rossi Stuart, sorti en 2016.
Il est présenté hors compétition à la Mostra de Venise 2016.

## Fiche technique
- Titre français : Tommaso
- Réalisation : Kim Rossi Stuart
- Scénario : Kim Rossi Stuart
- Montage : Marco Spoletini
- Pays d'origine : Italie
- Format : Couleurs - 35 mm
- Genre : comédie dramatique
- Durée : 97 minutes
- Date de sortie :
  - 6 septembre 2016 :  Italie (Mostra de Venise 2016)

## Distribution
- Kim Rossi Stuart : Tommaso
- Cristiana Capotondi : Federica
- Camilla Diana : Sonia
- Jasmine Trinca : Chiara
- Dagmar Lassander : Stefania
- Serra Yilmaz : Alberta
- Edoardo Pesce : Gianni
- Renato Scarpa : Mario